# USS Vammen (DE-644)
USS Vammen (DE-644) là một tàu hộ tống khu trục lớp Buckley được Hải quân Hoa Kỳ chế tạo trong Chiến tranh Thế giới thứ hai. Tên nó được đặt theo Thiếu úy Hải quân Clarence Earl Vammen Jr. (1919-1942), phi công thuộc Liên đội Tuần tiễu VS-6 phục vụ cùng tàu sân bay Enterprise (CV-6), đã tử trận trong Trận Midway ngày 6 tháng 6, 1942, và được truy tặng Huân chương Chữ thập bay Dũng cảm. Nó đã phục vụ cho đến khi chiến tranh kết thúc, xuất biên chế năm 1947, nhưng được huy động trở lại năm 1952 và tiếp tục phục vụ trong các cuộc Chiến tranh Triều Tiên và Chiến tranh Lạnh mãi cho đến năm 1969. Con tàu cuối cùng bị đánh chìm như mục tiêu vào năm 1971. Vammen được tặng thưởng một Ngôi sao Chiến trận do thành tích phục vụ trong Thế Chiến II, rồi thêm một Ngôi sao Chiến trận khác khi hoạt động tại Triều Tiên.

## Thiết kế và chế tạo
Những chiếc thuộc lớp tàu hộ tống khu trục Buckley có chiều dài chung 306 ft (93 m), mạn tàu rộng 37 ft 1 in (11,30 m) và độ sâu mớn nước khi đầy tải là 11 ft 3 in (3,43 m). Chúng có trọng lượng choán nước tiêu chuẩn 1.400 tấn Anh (1.400 t); và lên đến 1.740 tấn Anh (1.770 t) khi đầy tải. Hệ thống động lực bao gồm hai turbine hơi nước General Electric công suất 13.500 mã lực (10.100 kW), dẫn động hai máy phát điện công suất 9.200 kilôwatt (12.300 hp) để vận hành hai trục chân vịt;  công suất 12.000 hp (8.900 kW) cho phép đạt được tốc độ tối đa 23 kn (26 mph; 43 km/h), và có dự trữ hành trình 6.000 nmi (6.900 mi; 11.000 km) khi di chuyển ở vận tốc đường trường 12 kn (14 mph; 22 km/h).
Vũ khí trang bị bao gồm ba pháo 3 in (76 mm)/50 cal trên tháp pháo nòng đơn có thể đối hạm hoặc phòng không, một khẩu đội 1,1 inch/75 caliber bốn nòng và tám pháo phòng không Oerlikon 20 mm. Vũ khí chống ngầm bao gồm một dàn súng cối chống tàu ngầm Hedgehog Mk. 10 (có 24 nòng và mang theo 144 quả đạn); hai đường ray Mk. 9 và tám máy phóng K3 Mk. 6 để thả mìn sâu. Khác biệt đáng kể so với lớp Evarts dẫn trước là chúng có thêm ba ống phóng ngư lôi Mark 15 21 inch (533 mm). Thủy thủ đoàn đầy đủ bao gồm 186 sĩ quan và thủy thủ.
Vammen được đặt lườn tại xưởng tàu của hãng Bethlehem Steel Corporation tại San Francisco, California vào ngày 1 tháng 8, 1943. Nó được hạ thủy vào ngày 21 tháng 5, 1944; được đỡ đầu bởi bà Earle Morgan, cô của Thiếu úy Vammen, và nhập biên chế vào ngày 27 tháng 7, 1944 dưới quyền chỉ huy của Hạm trưởng, Thiếu tá Hải quân Lyman Malcolm King, Jr.

## Lịch sử hoạt động

### Thế Chiến II

#### Quần đảo Solomon và New Guinea
Sau khi nhập biên chế, Vammen tiếp tục được trang bị cho đến giữa tháng 8, 1944, rồi thực hiện chuyến đi chạy thử máy huấn luyện ngoài khơi bờ biển San Diego, California cho đến cuối tháng 9, khi nó được sửa chữa sau thử máy tại xưởng tàu. Lên đường vào ngày 13 tháng 10, nó hộ tống cho chiếc tàu buôn SS Phillipa trong hành trình hướng sang khu vực quần đảo Hawaii, và sau khi đi đến Trân Châu Cảng đã trình diện để hoạt động cùng Hạm đội Thái Bình Dương vào ngày 21 tháng 10. Cho đến tháng 11, con tàu hoạt động huấn luyện tại khu vực phụ cận Trân Châu Cảng, phối hợp cùng nhiều tàu ngầm và tàu sân bay để hoàn thiện kỹ năng chống tàu ngầm và hộ tống. Sau đó nó hộ tống cho chiếc tàu buôn SS Cushman Davis đi đến Espiritu Santo ngang qua Funafuti thuộc quần đảo Ellice, rồi độc lập quay trở về Trân Châu Cảng, đến nơi vào ngày 28 tháng 12.
Vào đầu tháng 1, 1945, Vammen phục vụ canh phòng máy bay cho đợt huấn luyện của tàu sân bay hạng nhẹ Bataan (CVL-29), rồi lên đường hộ tống cho chiếc tàu buôn SS Exira đi đến Eniwetok thuộc quần đảo Marshall từ ngày 9 đến ngày 16 tháng 1. Trên đường quay trở về Trân Châu Cảng, nó đã đáp ứng một yêu cầu trợ giúp qua vô tuyến từ chiếc LST-598 khi một thành viên thủy thủ đoàn mắc bệnh. Nó gặp gỡ chiếc LST vào ngày 20 tháng 1 để chuyển bệnh nhân sang tàu mình, và đi đến đảo Johnston vào ngày hôm sau để chuyển người bệnh sang một xuồng bệnh viện để được chăm sóc trên bờ. Con tàu về đến Trân Châu Cảng vào ngày 23 tháng 1.
Vào cuối tháng 1, Vammen lên đường hộ tống cho Đoàn tàu PD-278-T, bao gồm hai tàu vận chuyển tấn công Montrose (APA-212) và Mountrail (APA-213), đi sang quần đảo Marshall. Rời Trân Châu Cảng vào ngày 30 tháng 1, đoàn tàu đi đến Eniwetok vào ngày 7 tháng 2, và nó khởi hành quay trở về ngay ngày hôm sau, thay phiên cho tàu hộ tống khu trục Witter (DE-636) vào ngày 10 tháng 2 trong nhiệm vụ tháp tùng bảo vệ cho hai tàu sân bay hộ tống Kitkun Bay (CVE-71) và Salamaua (CVE-96) đang trên đường đi. Hải đội về đến Trân Châu Cảng vào ngày 17 tháng 2. Sau đó nó còn thực hiện một chuyến hộ tống khác đến khu vực Marshall, khi bảo vệ cho Đoàn tàu PD-310-T, bao gồm các tàu vận chuyển tấn công Meriwether (APA-203), Menard (APA-201) và Allendale (APA-127), đi đến Eniwetok từ ngày 22 tháng 2 đến ngày 2 tháng 3.
Vào ngày 5 tháng 3, trong thành phần hộ tống bao gồm tổng cộng chín chiếc, Vammen lên đường hộ tống cho một đoàn tàu mười chiếc đi sang Ulithi và Kossol Roads. Được cho tách ra vào ngày 9 tháng 3, nó hộ tống chiếc tàu buôn SS Westward Ho đi Kossol Roads, rồi hai ngày sau đó đã khởi hành từ Palau để cùng Ozark (LSV-2) và Westward Ho hướng sang Philippines. Đơn vị đi đến Rizal, Leyte vào ngày 13 tháng 3. Sau khi tuần tra lối ra vào vịnh Leyte từ ngày 14 đến ngày 18 tháng 3, con tàu được bảo trì tại vịnh San Pedro cặp bên mạn tàu tiếp liệu khu trục Markab (AD-21). Sau khi việc sửa chữa hoàn tất một tuần sau đó, nó lên đường vào ngày 25 tháng 3 để hướng sang khu vực quần đảo Ryukyu.

#### Okinawa
Tham gia thành phần hộ tống một đội tàu vận tải, Vammen đến nơi vào ngày 1 tháng 4, đúng ngày D của cuộc đổ bộ lên Okinawa. Được tách khỏi nhiệm vụ cùng Đơn vị Đặc nhiệm 51.14.2, mà hạm trưởng của nó kiêm nhiệm sĩ quan chỉ huy, con tàu được phái đến trạm canh phòng A-39 ở phía Tây khu vực đổ bộ, và đến cuối ngày hôm đó được lệnh hộ tống một đội tàu đổ bộ LST rút lui ra khơi vào ban đêm.
Trong khi Vammen đang di chuyển với tốc độ 15 kn (28 km/h) qua khu vực vận chuyển dày đặc tàu bè với tầm nhìn kém, mũi tàu va phải một vật thể nặng không xác định nổi trên mặt nước lúc 21 giờ 00; vài giây sau đó một vụ nổ lớn xảy ra bên dưới đuôi tàu, tương tự như một quả mìn sâu kích nổ bên dưới con tàu. Sau khi ghi nhận sự rung động mạnh, nó giảm tốc độ xuống còn 10 kn (19 km/h); nhưng việc kiểm tra bên trong con tàu xác định không có bất cứ hư hại nào, nên sự rung động có thể do hư hại trục chân vịt hoặc chân vịt. Kết quả việc khảo sát sau này cho thấy chân vịt bên mạn phải bị hư hại và cần được thay thế. Dù sao con tàu vẫn hoàn thành nhiệm vụ gặp gỡ và hộ tống các tàu LST đi đến nơi nghỉ đêm.
Quay trở lại trạm canh phòng A-39 lúc 06 giờ 45 phút sáng ngày hôm sau, do tốc độ bị giới hạn, Vammen được lệnh chuyển sang phục vụ tại trạm A-50. Nó tiếp tục nhiệm vụ canh phòng ngoài khơi Okinawa cho đến ngày 8 tháng 4, và đã không bị máy bay đối phương tấn công trong giai đoạn này. Dù sao, do máy bay đối phương thường xuyên xuất hiện trong khu vực, thủy thủ đoàn của nó phải báo động trực chiến 10 đến 12 giờ mỗi ngày. Cũng trong thời gian này con tàu đã hai lần tấn công bằng súng cối chống tàu ngầm Hedgehog vào những tín hiệu nghi ngờ là tàu ngầm đối phương, nhưng không có kết quả.
Gặp phải thêm một vấn đề trục trặc của động cơ vận hành radar dò tìm mặt biển (SL), Vammen rời khu vực Okinawa vào ngày 8 tháng 4 để hộ tống cho Đội LST 17 đi Leyte. Đi đến vịnh San Pedro vào ngày 14 tháng 4, nó được sửa chữa cặp bên mạn chiếc Markab, rồi vào ụ tàu USS ARD-16 để thay thế chân vị bị hư hại bên mạn phải. Rời ụ tàu vào ngày 17 tháng 4, nó lên đường để hộ tống cho Đội LST 41 quay trở lại vào cuối tháng 4.
Tách khỏi nhiệm vụ hộ tống vào ngày 2 tháng 5, Vammen được lệnh đi đến một địa điểm được báo cáo phát hiện tàu ngầm lúc 15 giờ 14 phút ngày 5 tháng 5. Đi đến nơi lúc 17 giờ 23 phút, nó phối hợp cùng tàu hộ tống khu trục Halloran (DE-305) để truy lùng đối phương nhưng không có kết quả. Hai con tàu kết thúc việc tìm kiếm lúc 11 giờ 00 ngày hôm sau, và nó quay trở lại nhiệm vụ tuần tra bảo vệ ngoài khơi Okinawa cho đến cuối tháng 5.
Đang khi thả neo ngoài khơi phía Bắc khu vực vận chuyển trong vịnh Hagushi vào ngày 28 tháng 5, Vammen nhận được tin tức qua vô tuyến về việc máy bay đối phương đang tiếp cận khu vực, ban đầu ở khoảng cách 90 nmi (170 km). Sau đó radar con tàu phát hiện mục tiêu, một máy bay tiêm kích Kawasaki Ki-61 "Tony", ở khoảng cách 10 nmi (19 km), và bắt đầu lượn vòng ngang qua phía mũi tàu. Đối thủ bất ngờ ló ra sau đám mây thấp về phía đuôi tàu bên mạn phải, và toàn bộ hỏa lực phòng không Oerlikon 20 mm phía đuôi tàu đồng loạt khai hỏa, có sự trợ giúp của các tàu bạn lân cận. Chiếc máy bay bắn phá một chiếc tàu kéo neo đậu kế cận, nhưng nhanh chóng bị bắn trúng đuôi và cánh phải rồi bốc cháy; đối thủ mất độ cao và rơi xuống nước mà không phát nổ, cách xa tất cả các con tàu.
Lên đường vào ngày 3 tháng 6, Vammen hộ tống một đoàn tàu vận tải đi sang Leyte, trên đường đi đã phá hủy một quả thủy lôi trôi nổi trên biển, và đến nơi vào ngày 8 tháng 6. Sau khi được sửa chữa cặp bên mạn chiếc Markab và vào ụ tàu USS ARD-18 để sửa chữa vòm sonar vốn đã hư hại từ ngày 22 tháng 5, nó lên đường đi Lingayen để cùng tàu chị em William C. Cole (DE-641) quay trở lại Okinawa.
Trong suốt tháng 6, Vammen làm nhiệm vụ hộ tống vận tải tại chỗ thuộc khu vực quần đảo Ryukyu. Nó rời Okinawa hộ tống một đoàn tàu vận tải đi sang Ulithi vào đầu tháng 7, rồi quay trở lại Okinawa vào ngày 15 tháng 7, và đảm trách vị trí tuần tra ngoài khơi vịnh Buckner từ ngày 22 tháng 7. Con tàu lại có một chuyến đi khác sang Ulithi vào đầu tháng 8, và quay trở lại Okinawa vào ngày 12 tháng 8. Sau khi được tiếp nhiên liệu, nó khởi hành vào ngày hôm sau hộ tống một đoàn tàu vận tải đi Ulithi. Đang trên đường đi vào ngày 15 tháng 8, nó nhận được tin tức về việc Nhật Bản đã chấp nhận đầu hàng giúp kết thúc cuộc xung đột.

### Sau chiến tranh
Đi đến Ulithi vào ngày 18 tháng 8, Vammen tiếp tục hộ tống một đoàn tàu vận tải khác quay trở lại Okinawa từ ngày 27 đến ngày 31 tháng 8, và đi đến Ulithi vào đầu tháng 9. Con tàu ghé qua Guam và Saipan, đi đến Trân Châu Cảng vào ngày 9 tháng 11 trong hành trình quay trở về vùng bờ Tây Hoa Kỳ. Nó được đại tu tại Xưởng hải quân Puget Sound, Bremerton, Washington, kéo dài sang tận đầu năm 1946, rồi đi xuống phía Nam đến San Diego. Khởi hành từ cảng này vào ngày 20 tháng 2, nó hướng sang khu vực Tây Thái Bình Dương, có chặng dừng tại Trân Châu Cảng từ ngày 27 tháng 2 đến ngày 4 tháng 3, rồi tiếp tục hành trình đi ngang qua Guam để đến Trung Quốc.
Cho đến mùa Thu năm 1946, Vammen hỗ trợ cho hoạt động của lực lượng chiếm đóng tại Trung Quốc, viếng thăm các cảng Thanh Đảo, Thượng Hải và Cửu Long. Rời cảng Thượng Hải vào ngày 1 tháng 7 để quay trở về Hoa Kỳ, nó đi ngang qua Guam và Eniwetok trước khi đi đến Trân Châu Cảng vào ngày 16 tháng 7, và về đến San Diego vào ngày 28 tháng 7. Con tàu được sửa chữa tại Terminal Island, California và San Pedro, California vào đầu tháng 9 trước khi quay trở lại San Diego, nơi nó được cho xuất biên chế vào ngày 3 tháng 2, 1947 và được đưa về Hạm đội Dự bị Thái Bình Dương.

### Chiến tranh Triều Tiên
Sau khi quân đội Bắc Triều Tiên bất ngờ vượt vĩ tuyến 38 tấn công xuống lãnh thổ Nam Triều Tiên vào tháng 6, 1950, khiến Chiến tranh Triều Tiên bùng nổ, Vammen được huy động trở lại và được cải biến sâu rộng cho vai trò chống tàu ngầm. Sau khi được thay đổi cấu trúc cầu tàu, nâng cấp hệ thống sonar và bổ sung một dàn súng cối chống tàu ngầm Hedgehog, con tàu được cho nhập biên chế trở lại tại Xưởng hải quân Mare Island, California vào ngày 15 tháng 2, 1952. Nó hoạt động huấn luyện dọc theo vùng bờ Tây, ngoài khơi San Diego và tại khu vực Nam California, rồi khởi hành từ San Diego vào ngày 19 tháng 7, 1953 để hướng sang khu vực Tây Thái Bình Dương.
Đi ngang qua Trân Châu Cảng, Midway và Yokosuka, Vammen đi đến Sasebo, Nhật Bản vào ngày 23 tháng 8. Nó lên đường ngay ngày hôm sau để đi sang vùng chiến sự, đi đến cảng Wonsan trên bờ biển phía Đông bán đảo Triều Tiên, và hoạt động tuần tra và hỗ trợ hải pháo ngoài khơi cảng này từ ngày 25 tháng 8 đến ngày 17 tháng 9 trước khi quay trở về Sasebo. Con tàu lại đi đến ngoài khơi Wonsan vào cuối tháng 10, tiến hành lượt hoạt động tuần tra và hỗ trợ hải pháo thứ hai ngoài khơi cảng này cho đến ngày 11 tháng 11. Nó khởi hành để quay trở về Hoa Kỳ, đi ngang qua eo biển Kanmon, Yokosuka, Midway và Trân Châu Cảng trước khi về đến San Diego vào ngày 2 tháng 12.

### 1953 - 1961
Trong sáu năm tiếp theo, Vammen luân phiên các hoạt động huấn luyện ngoài khơi bờ biển California, chủ yếu từ căn cứ San Diego, với những chuyến biệt phái sang hoạt động tại khu vực Tây Thái Bình Dương. Vào năm 1955 và một lần nữa vào năm 1958, nó thực hiện chuyến đi đến các khu vực Tây và Trung tâm quần đảo Caroline, Bonin, phía Bắc quần đảo Mariana và Volcano, những phần thuộc Lãnh thổ Ủy thác Quần đảo Thái Bình Dương do Hải quân quản lý. Nó hoạt động giám sát nhiều đảo san hô và quần đảo, tuần tra ngăn chặn việc vận chuyển buôn bán trái phép. Bác sĩ trên tàu cũng đổ bộ viếng thăm các đảo để chăm sóc sức khỏe cho thổ dân bản địa và ghi nhận sự biến động dân số.
Đang khi cùng tàu hộ tống khu trục LeRay Wilson (DE-414) thực hiện một chuyến đi tại khu vực Tây Thái Bình Dương vào năm 1958, Vammen đã viếng thăm cảng Lyttelton, New Zealand, gần Christchurch. Hai con tàu đã ở lại cảng này từ ngày 3 tháng 2 đến ngày 8 tháng 2, khi Vammen chuyển 51 kiện thư tín cho những nhân sự tham gia Chiến dịch Deep Freeze tại châu Nam Cực. Vào năm 1959, con tàu tham gia những cảnh quay trong bộ phim Don't Give Up the Ship do Jerry Lewis đóng vai chính. Sang tháng 4, 1960, nó chuyển sang vai trò một tàu huấn luyện dự bị cho Quân khu Hải quân 11, rồi được cho xuất biên chế vào ngày 18 tháng 6, 1960.
Trong vai trò huấn luyện dự bị, Vammen phục vụ cho việc huấn luyện học viên sĩ quan thuộc Hải quân Dự bị Hoa Kỳ, cả tại bến cảng lẫn trong những chuyến đi thực hành. Theo thông lệ con tàu thực hiện một chuyến đi thực tập vào dịp cuối tuần mỗi tháng, và một chuyến đi kéo dài hai tuần trong mùa Hè, khi nó tiến hành thực tập chống tàu ngầm, tác xạ và thực hành ngoài khơi bờ biển California giữa Long Beach và San Diego. Nó đã thực hiện được hai chuyến đi thực tập mùa Hè như vậy vào các năm 1960 và 1961.

### Chiến tranh Lạnh 1961 - 1962
Vào mùa Thu năm đó, căng thẳng trong quan hệ với các nước khối Cộng sản trong khuôn khổ cuộc Chiến tranh Lạnh đạt đến cao điểm qua vụ Khủng hoảng Berlin đã đưa đến việc huy động trở lại khoảng 40 tàu chiến trong thành phần dự bị trở lại hoạt động thường trực. Vì vậy, Vammen được cho nhập biên chế trở lại tại Long Beach vào ngày 2 tháng 10, 1961 dưới quyền chỉ huy của hạm trưởng, Trung tá Hải quân Charlie S. Nelson. Nó được đại tu tại xưởng tàu của hãng Todd Shipyard trước khi lên đường vào ngày 15 tháng 12 để đi sang cảng nhà mới Trân Châu Cảng; con tàu được phối thuộc cùng một đội tìm-diệt tàu ngầm từ ngày 12 tháng 1, 1962.
Được phối thuộc cùng Đội hộ tống 72, Vammen lên đường vào ngày 24 tháng 2 cho một lượt phục vụ tại khu vực Tây Thái Bình Dương; sau các chặng dừng tại Midway và Guam để tiếp nhiên liệu, nó đi đến vịnh Subic, Philippines vào ngày 11 tháng 3. Sau một giai đoạn bảo trì ngắn, nó cùng các tàu hộ tống khu trục Marsh (DE-699) và Charles E. Brannon (DE-446) viếng thăm Manila từ ngày 16 đến ngày 18 tháng 3, rồi khởi hành vào ngày 19 tháng 3 để đi sang vịnh Thái Lan.
Đi đến mũi cực Nam của Nam Việt Nam vào ngày 21 tháng 3, Vammen và Charles E. Brannon thay phiên cho Wiseman (DE-667) và Edmonds (DE-406) vào ngày hôm sau trong vai trò huấn luyện cho những đơn vị Hải quân Việt Nam Cộng hòa. Từ đó cho đến ngày 9 tháng 4, nó hiện diện tại khu vực vịnh Thái Lan ngoài khơi bờ biển Nam Việt Nam nhằm ngăn chặn hoạt động của lực lượng vũ trang Cộng sản tại khu vực. Sau khi quay trở lại vịnh Subic để bảo trì và viếng thăm cảng Hong Kong, con tàu có kế hoạch sẽ viếng thăm Nhật Bản trước khi quay về Trân Châu Cảng; nhưng do nhu cầu tiếp tục huấn luyện cho Hải quân Nam Việt Nam, nó quay trở lại khu vực vịnh Thái Lan. Đội hộ tống 72 được tiếp tục duy trì tại khu vực này cho đến giữa tháng 5.
Vào ngày 13 tháng 5, trong lượt hoạt động thứ hai trong vịnh Thái Lan, Vammen và Charles E. Brannon được cho tách khỏi hoạt động huấn luyện cùng Lực lượng Đặc nhiệm 72 để cho phối thuộc cùng Đội đặc nhiệm 76.5. Hai chiếc tàu hộ tống khu trục đã tháp tùng để bảo vệ cho các chiếc Valley Forge (LPH-8), Navarro (APA-215) và Point Defiance (LSD-31) khi lực lượng này vận chuyển một đơn vị viễn chinh Thủy quân Lục chiến sang Bangkok, Thái Lan. Tiểu đoàn 3 thuộc Trung đoàn 9 Thủy quân Lục chiến được phái sang tăng cường cho quân đội Hoàng gia Thái Lan, trong một nỗ lực răn đe lực lượng cộng sản âm mưu vượt sông Mê Kông. Sau khi hoàn thành nhiệm vụ, nó cùng tàu chị em hộ tống Đội đặc nhiệm 76.5 quay trở lại vịnh Subic, đến nơi vào ngày 23 tháng 5.
Sau đó Vammen viếng thăm Yokosuka, Nhật Bản, rồi cùng các đơn vị Đệ Thất hạm đội tham gia cuộc Tập trận Powerdive tại vùng biển Nhật Bản. Nó lên đường quay trở về cảng nhà Trân Châu Cảng ngang qua đảo Midway, đến nơi vào ngày 18 tháng 6. Từ ngày 18 tháng 6 đến ngày 11 tháng 7, con tàu được sửa chữa và bảo trì tại Xưởng hải quân Trân Châu Cảng. Đến ngày 11 tháng 7, nó cùng với Colahan (DD-658), Marsh (DE-699) và Wiseman lên đường quay trở về vùng bờ Tây Hoa Kỳ. Sau khi về đến Long Beach vào ngày 17 tháng 7, Vammen được cho xuất biên chế vào ngày 1 tháng 8, 1962, và quay trở lại vai trò một tàu huấn luyện Hải quân Dự bị trực thuộc Quân khu Hải quân 11.

### Tàu huấn luyện Hải quân Dự bị 1962 - 1971
Trong bảy năm tiếp theo, Vammen hoạt động huấn luyện cho nhân sự thuộc Hải quân Dự bị Hoa Kỳ, đặt căn cứ tại Long Beach, và hoạt động chủ yếu tại khu vực Long Beach-Los Angeles-San Pedro. Trong giai đoạn này, phạm vi hoạt động của con tàu trải dài từ ở phía Bắc British Columbia cho đến Ensenada, Mexico về phía Nam.
Vào ngày 1 tháng 8, 1963, đang khi trong đội hình các tàu huấn luyện dự bị của Quân khu Hải quân 11 đang hướng sang Trân Châu Cảng, Vammen bị mất lái và va chạm với tàu khu trục Tingey (DD-539), gây hư hại đáng kể cho chiếc tàu khu trục nhưng không có thương vong trên cả hai con tàu. Tingey quay trở lại San Diego bằng chính động lực của nó, nhưng sau đó được rút khỏi phục vụ do hư hại quá mức có thể sửa chữa một cách kinh tế. Mũi của Vammen được sửa chữa tại Xưởng hải quân Long Beach. Nó tiếp nối hoạt động huấn luyện dự bị cho đến mùa Hè năm 1969, khi con tàu được cho là không còn phù hợp để tiếp tục phục vụ.
Vammen được cho xuất biên chế vào ngày 12 tháng 7, 1969; thủy thủ đoàn của nó được điều sang tàu khu trục Maddox (DD-731), và con tàu được đưa về thành phần dự bị tại San Diego. Tên nó được cho rút khỏi danh sách Đăng bạ Hải quân vào ngày 12 tháng 7, 1969; lườn tàu sau đó được sử dụng cho thử nghiệm kiểu tên lửa AGM-53 Condor từ ngày 4 tháng 2, 1971, cuối cùng con tàu bị đánh chìm vào ngày 18 tháng 2, 1971.
Xác tàu đắm của Vammen được thợ lặn khám phá vào ngày 1 tháng 8, 2010 tại độ sâu 80 m ngoài khơi đảo San Clemente.

## Phần thưởng
Vammen được tặng thưởng một Ngôi sao Chiến trận do thành tích phục vụ trong Thế Chiến II, rồi thêm một Ngôi sao Chiến trận khác khi hoạt động tại Triều Tiên.
|  |             | Bronze star |
|  | Bronze star | Bronze star |
|  |             |             |

| Dãi băng Hoạt động Tác chiến (truy tặng)  | Huân chương Chiến dịch Hoa Kỳ                                   | Huân chương Chiến dịch Châu Á-Thái Bình Dương với 1 Ngôi sao Chiến trận |
| Huân chương Chiến thắng Thế Chiến II      | Huân chương Phục vụ Phòng vệ Quốc gia với 1 Ngôi sao Chiến trận | Huân chương Phục vụ Triều Tiên với 1 Ngôi sao Chiến trận                |
| Huân chương Viễn chinh Lực lượng Vũ trang | Huân chương Liên Hợp Quốc Phục vụ Triều Tiên                    | Huân chương Phục vụ Chiến tranh Triều Tiên (Hàn Quốc)                   |